# Kněž (Čestín)
Kněž (německy Kniesch) je malá vesnice, část obce Čestín v okrese Kutná Hora. Nachází se asi dva kilometry jihozápadně od Čestína.
Kněž leží v katastrálním území Kněž u Čestína o rozloze 3,14 km².

## Historie
První písemná zmínka o vesnici pochází z roku 1395.

## Fotogalerie

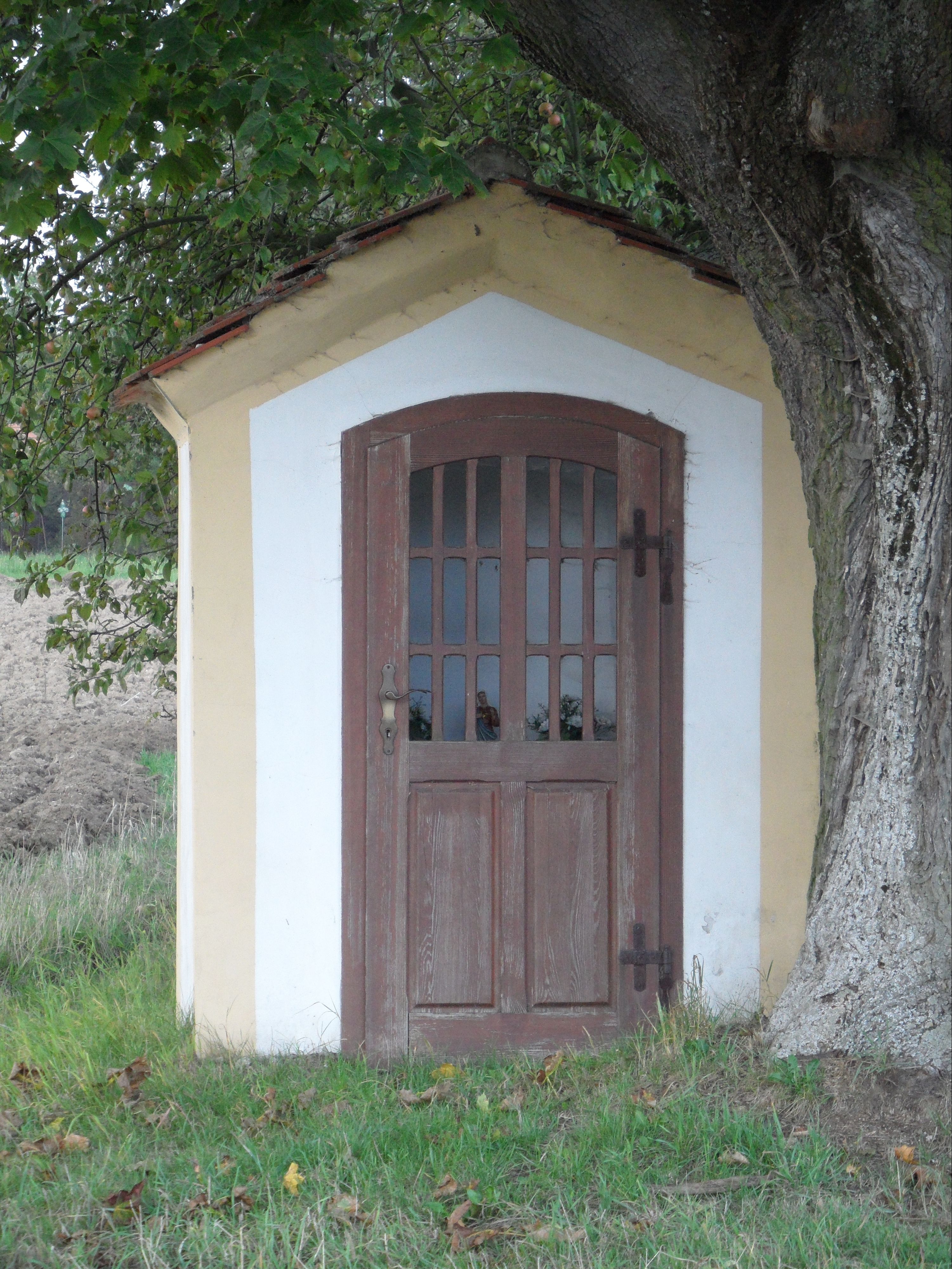
Kaplička pod stromem
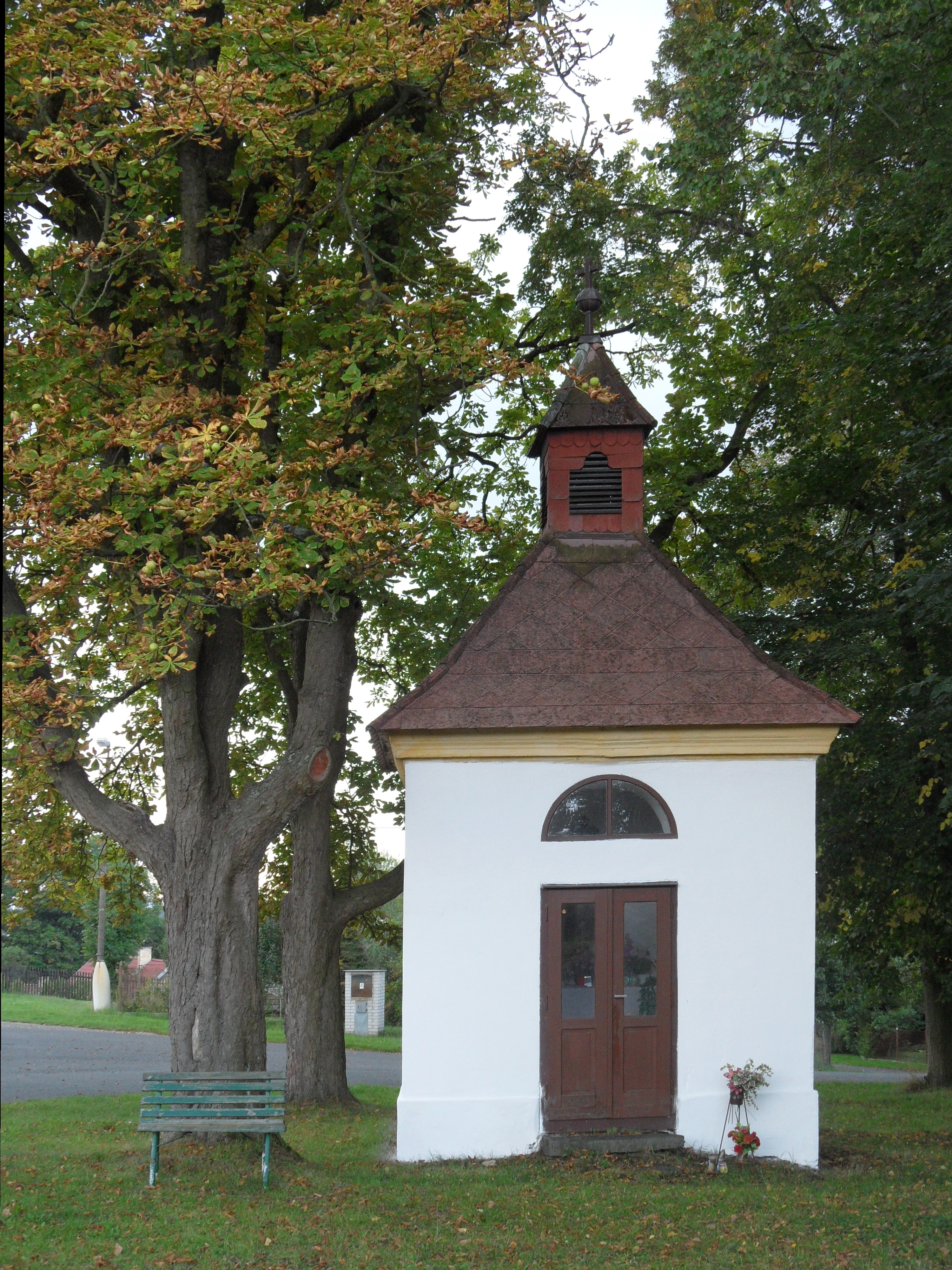
Kaplička na návsi
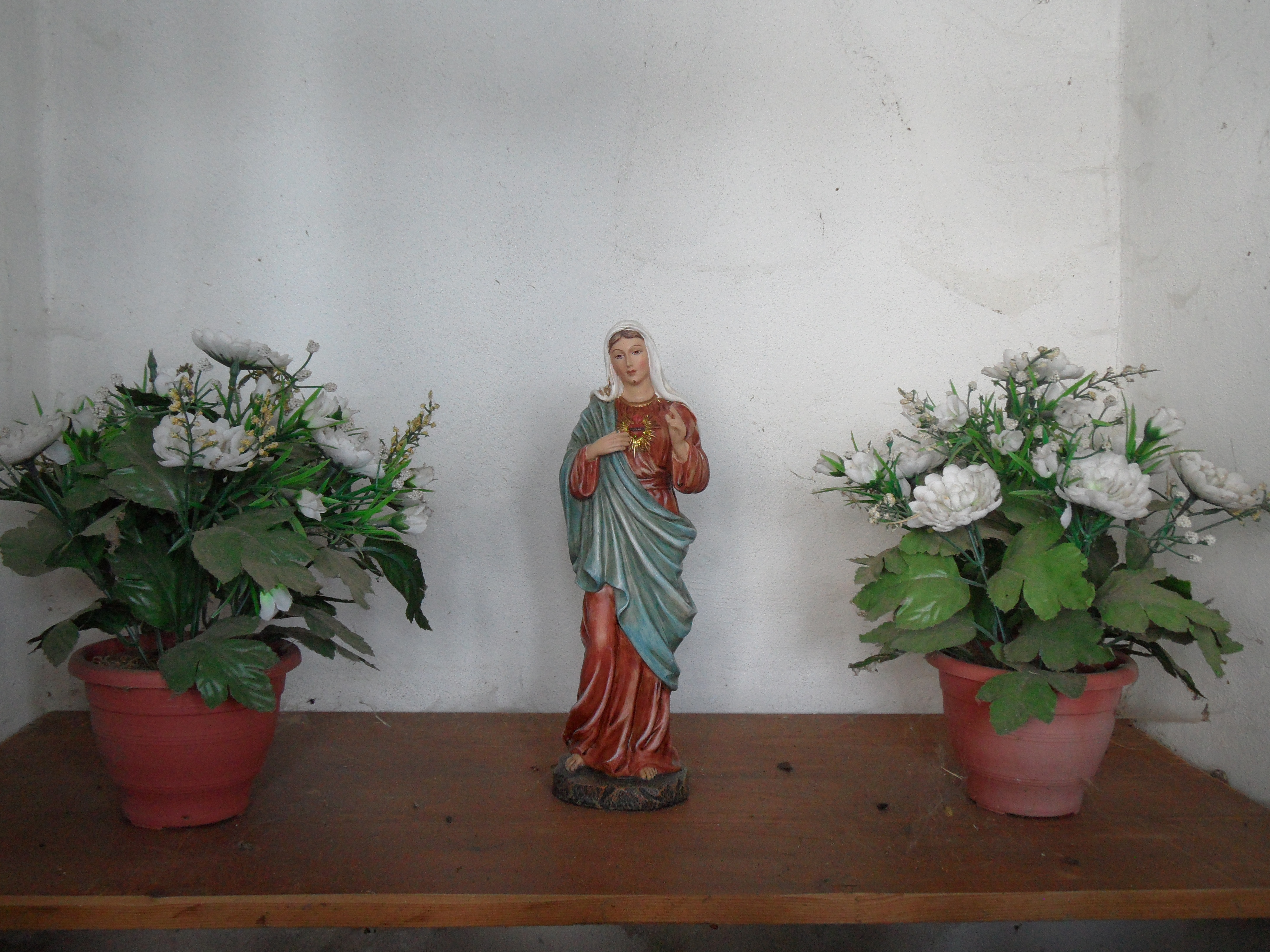
Interiér kapličky
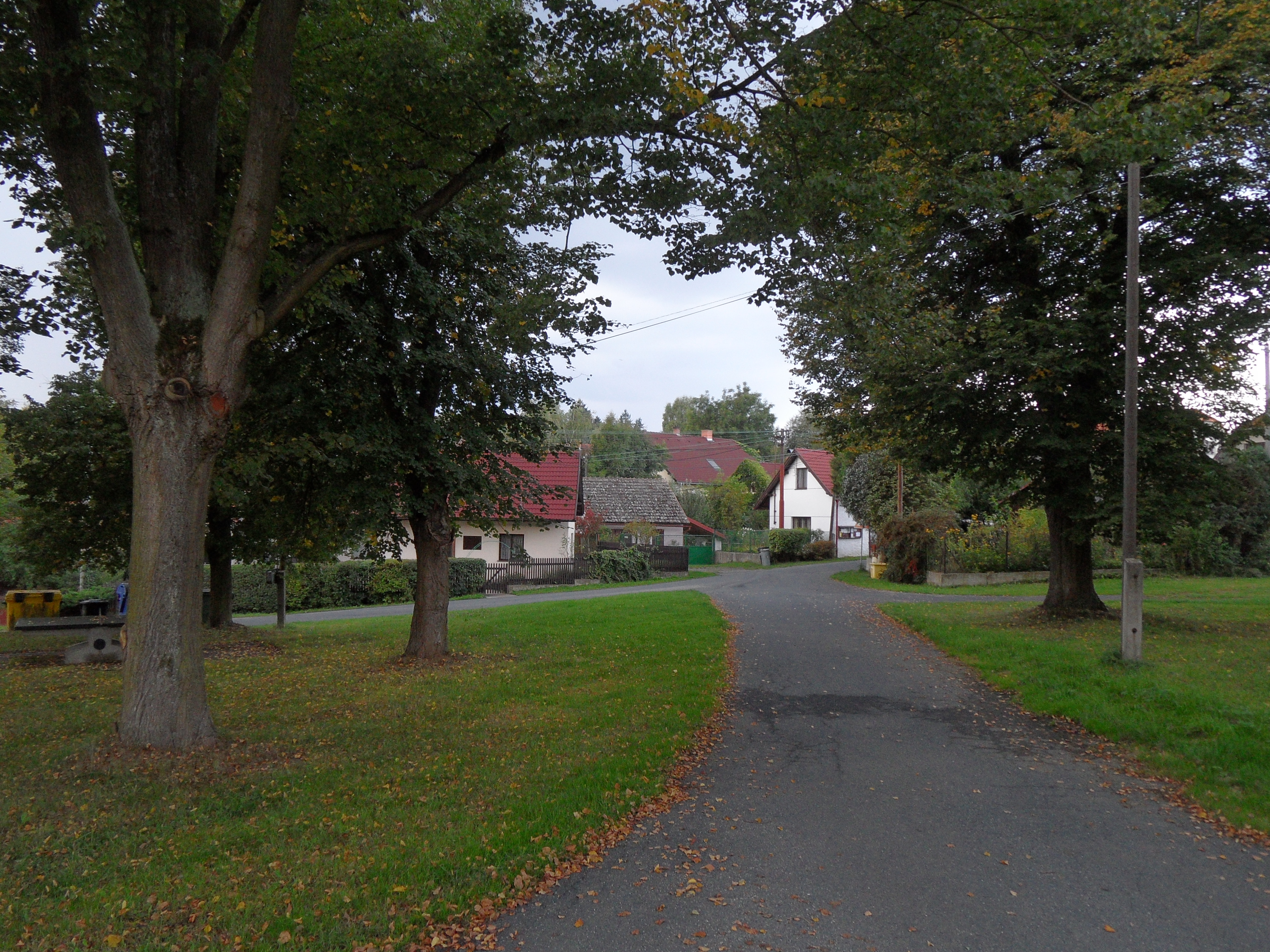
Náves